# Alistair MacLean
Alistair Stuart MacLean (Glasgow, 28 april 1922 – München, 2 februari 1987) was een Schotse romanschrijver. Hij schreef vele spannende avonturenverhalen en succesvolle thrillers, waarvan The Guns of Navarone en Where Eagles Dare (De genadelozen) de meest bekende zijn. Soms gebruikte hij het pseudoniem Ian Stuart.

## Leven
MacLean was de zoon van een predikant, en leerde Engels als tweede taal naast zijn moedertaal Schots-Gaelisch. Hij werd geboren in Glasgow maar bracht zijn jeugd grotendeels door in Daviot, in de buurt van Inverness.
Hij ging bij de Royal Navy in 1941, en diende in de Tweede Wereldoorlog. Hij werd eerst ingedeeld op de raderstoomboot Bournemouth Queen, een omgebouwd excursieschip dat geschikt was gemaakt voor luchtafweerkanonnen, en vervulde zijn dienstplicht aan de kust van Engeland en Schotland.
Vanaf 1943 diende hij op de HMS Royalist, een lichte kruiser uit de Dido-klasse. Op de Royalist kwam hij diverse malen in actie. In 1943 op het Atlantische oorlogstoneel, in twee Noordpool-konvooien, en bij de begeleiding van vliegdekschepen die werden ingezet werden tegen de Tirpitz en andere doelen bij de Noorse kust. In 1944 op het Mediterraanse oorlogstoneel, als onderdeel van de invasie van Zuid-Frankrijk; tevens hielp hij bij het tot zinken brengen van blokkadebrekers bij Kreta en het bombarderen van Milos in de Egeïsche Zee. Het verhaal gaat dat MacLean in deze periode gewond zou zijn geraakt tijdens een kanonneeroefening. En in 1945, op het Verre Oosten-oorlogstoneel, tijdens het begeleiden van vliegdekschepen die ingezet werden tegen Japanse doelen in Birma, Malaya en Sumatra. MacLean beweerde later dat hij op dit laatste oorlogstoneel gevangengenomen werd door de Japanners en gemarteld, maar dit is door zowel zijn zoon als zijn biograaf betiteld als dronkenmanspraat. Na de Japanse overgave hielp de Royalist bevrijde krijgsgevangenen te evacueren uit de Changi-gevangenis in Singapore.
MacLean werd in 1946 ontslagen uit de Royal Navy. Hij ging Engels studeren aan de Universiteit van Glasgow, slaagde in 1953, en ging daarna werken als leraar.
Tijdens zijn studie aan de universiteit begon MacLean met het schrijven van korte verhalen, om wat extra inkomsten te verdienen. Hij won een schrijfwedstrijd in 1954 met het zeevaardersverhaal Dileas. De uitgeverij Collins vroeg hem een roman te schrijven en hij gaf hen Zr.Ms. Ulysses, een verhaal gebaseerd op zijn eigen oorlogservaringen én die van zijn broer Ian, een gediplomeerd zeeman. Het boek was een groot succes en MacLean kon zich al vrij snel geheel wijden aan het schrijven van oorlogsverhalen, spionageverhalen en andere avonturen.
In de vroege jaren zestig, publiceerde MacLean twee romans onder het pseudoniem ‘Ian Stuart’ om te bewijzen dat de populariteit van zijn boeken te danken was aan de inhoud en niet aan zijn naam op de kaft. De boeken verkochten goed, maar aangezien MacLean geen enkele poging deed om iets aan zijn schrijfstijl te veranderen, is het heel wel mogelijk dat zijn fans hem makkelijk hebben herkend, ondanks zijn Schotse pseudoniem.
MacLeans latere boeken werden niet zo goed ontvangen als zijn eerdere en, in een poging zijn boeken bij-de-tijd te houden, verviel hij nog weleens in ongeloofwaardige plots. Hij leverde ook constant een gevecht met alcoholisme wat uiteindelijk tot zijn dood leidde in München in 1987. Hij werd begraven in Céligny in Zwitserland, een paar meter van het graf van Richard Burton.
MacLean is twee keer getrouwd geweest en had drie zoons bij zijn eerste vrouw. Hij kreeg een eredoctoraat Literatuur aan de Universiteit in Glasgow in 1983.

## Schrijfstijl

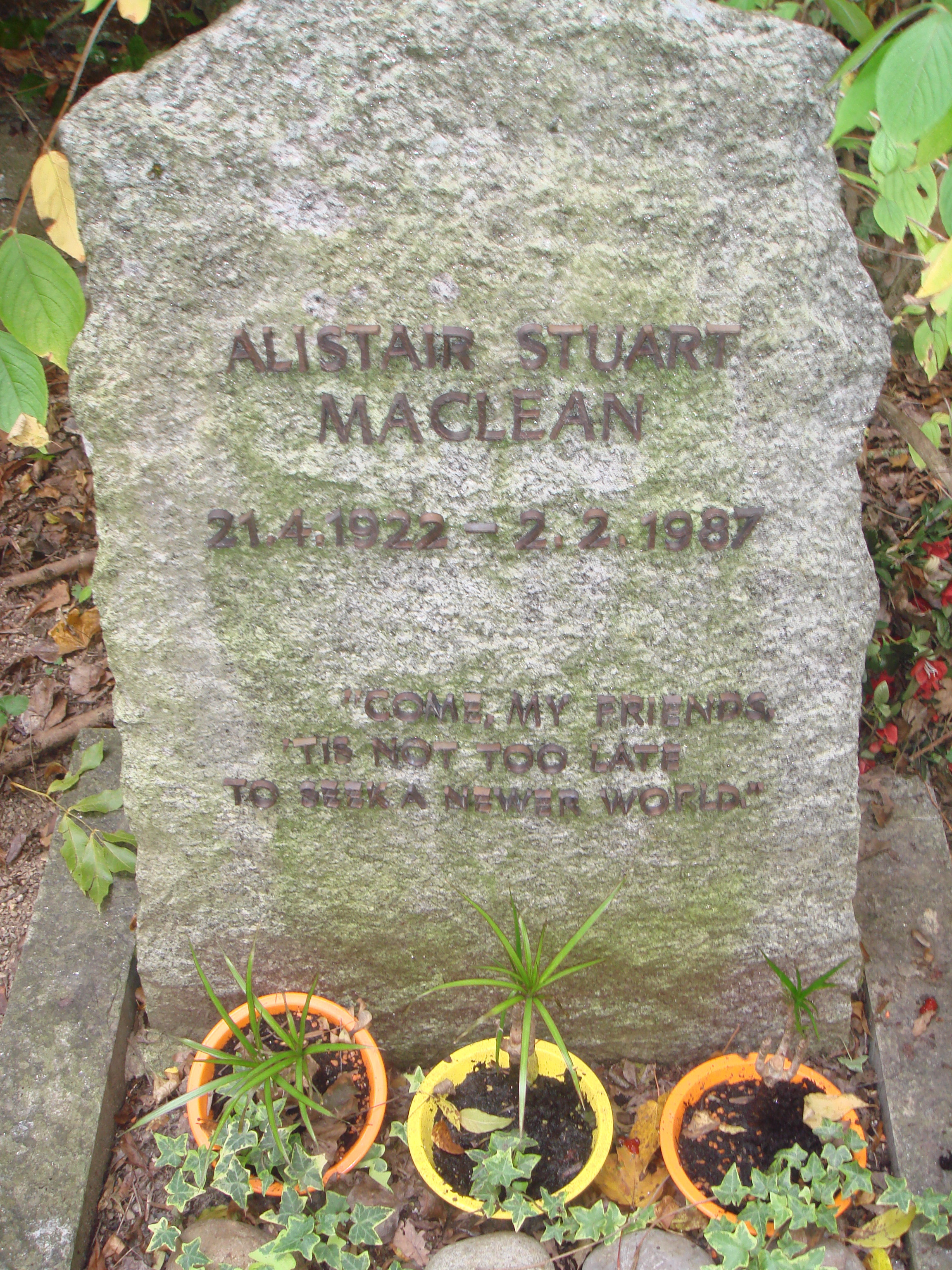
MacLeans grafsteen in het Vieux Cemetery in Céligny.
Het grafschrift luidt: Come my friends 'tis not too late to seek a newer world.

Vergeleken met andere thrillerschrijvers van zijn tijd, zoals Ian Fleming, waren de boeken van MacLean in elk geval in één opzicht bijzonder: er komt geen seks in voor en weinig romantiek. MacLean vond dat dergelijke bijkomstigheden alleen maar de snelheid en de actie uit het verhaal haalden. Ook hadden de boeken niets van de modernere techno-thriller benadering. Hij laat daarentegen niets de continue stroom van gebeurtenissen in de weg staan; hij laat zijn helden schijnbaar onmogelijke opgaven vervullen en laat ze de grenzen opzoeken van hun lichamelijke en geestelijke uithoudingsvermogen. De helden van MacLean zijn meestal rustige, cynische mannen die volledig toegewijd zijn aan hun werk en vaak een bepaald geheim met zich meedragen. Een karakteristieke wending is dat een van de meest nabije teamgenoten van de held een verrader blijkt te zijn.
De natuur, in het bijzonder de zee en het noordpoolgebied, speelt een belangrijke rol in de verhalen van MacLean, en hij gebruikte diverse exotische oorden in de wereld als het toneel van zijn boeken. Slechts een van zijn boeken, When Eight Bells Toll (Ondergang om middernacht), speelt zich af in zijn geboorteland Schotland. MacLeans beste boeken zijn vaak die waarin hij optimaal gebruik wist te maken van zijn eigen kennis van oorlogvoering en zeeslagen, zoals Zr.Ms. Ulysses, dat nu wordt beschouwd als een klassieker in zee-fictieverhalen.
Qua stijl kunnen de boeken van MacLean worden opgedeeld in vier periodes:
1. Zr.Ms.Ulysses tot en met De laatste grens. Kenmerkend voor deze boeken is dat de boeken vanuit de derde persoon zijn geschreven, op een wat epische manier, en zich meestal afspelen in de Tweede Wereldoorlog. De laatste grens bevat duidelijke filosofische en morele thema’s die niet altijd even goed werden ontvangen. MacLean gooide daarop het roer om met:
2. Nacht zonder einde tot en met Poolbasis Zebra. Deze worden allemaal verteld vanuit de eerste persoon, zijn doorweven met een droge, bittere, zelf-minachtende humor en spelen zich af in de hedendaagse tijd. Dit zijn de boeken met de ingewikkeldste plots, waarbij thriller- en detective-elementen meesterlijk zijn verweven. MacLean stopte daarna drie jaar met schrijven, waarna hij terugkeerde met:
3. Ondergang om middernacht tot en met Bereneiland, een gevarieerde collectie van meestal nog steeds hoge kwaliteit. Sommige boeken grijpen terug op de eerste twee periodes, maar meestal met een meer filmische benadering (niet verbazend, aangezien hij in die tijd begon met het schrijven van filmscenario's). Ten slotte:
4. Valse start tot en met zijn laatste boek. Dit zijn geen eerste-persoonsverhalen meer en zijn proza rammelt vaak behoorlijk, met overdreven dialogen, traag beschreven scènes en slecht uitgewerkte personages. Sommige boeken zijn beter dan andere en ze verkochten allemaal redelijk goed, maar MacLean bereikte nooit meer zijn klassieke vorm.

Alles bij elkaar publiceerde MacLean 28 boeken en een verzameling korte verhalen, en daarnaast boeken over T.E. Lawrence (Lawrence of Arabia) en James Cook.
MacLean schreef ook filmscenario's, waarvan sommige gebaseerd waren op zijn boeken en andere later in boekvorm werden uitgebracht door andere schrijvers. Rond 1980 kreeg hij van een Amerikaanse filmproducent opdracht tot het schrijven van verhaallijnen die later als film werden uitgebracht.
Hoewel hij schreef over een fictieve Verenigde Naties-organisatie, werden deze boeken later voltooid door anderen. Hieronder bevinden zich Hostage Tower door John Denis en Dodentrein door Alastair MacNeill. De stijl van sommige van die werken lijkt erg weinig op die van MacLean, in het bijzonder daar waar ze onnodig veel seks en geweld bevatten.
Veel van MacLeans boeken zijn verfilmd, maar geen van die films kon het detailniveau en de intensiteit van zijn schrijfstijl weergeven (zoals die tot uitdrukking komt in klassiekers als X-13); de twee meest artistieke en commerciële verfilmingen zijn De Kanonnen van Navarone en De Genadelozen.
Na zijn dood liep de populariteit van zijn werk terug. Volgens Amazon.com waren zijn boeken in 2006 niet meer in druk in de Verenigde Staten. In het Verenigd Koninkrijk worden de meeste van zijn boeken nog wel uitgebracht.